# Robot dona-corda

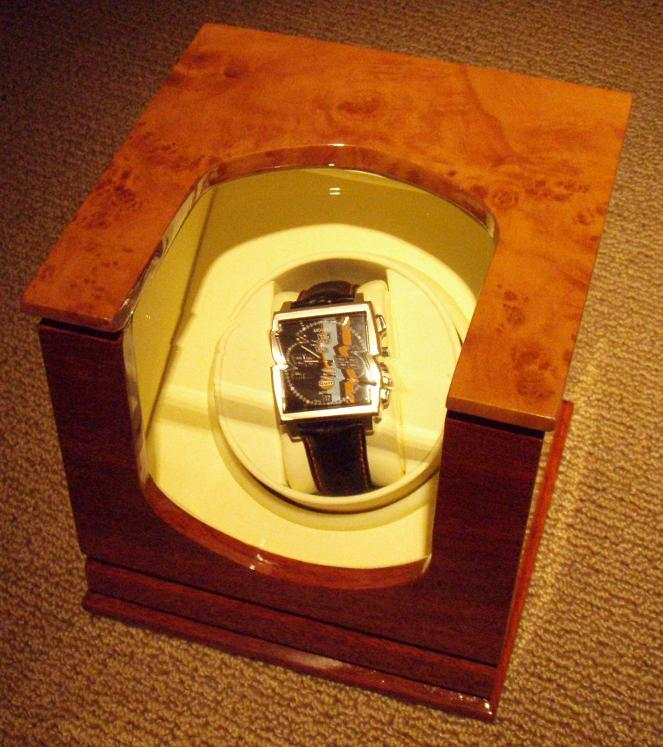
Robot dona-corda TAG Heuer.

Un  robot dona-corda per a rellotge automàtic és un dispositiu que pot contenir un o més rellotges i els mou en moviments circulars per simular el moviment humà que d'altra banda és el que manté en funcionament el mecanisme automàtic de donar corda.
Per a les persones que tenen poca activitat o que no fan servir el seu rellotge automàtic cada dia, hi ha aquest robot de rellotge que serveix per a donar corda als rellotges automàtics i evitar que es parin. Això és particularment avantatjós si el rellotge incorpora alguna  complicació, com calendaris perpetus o fases de la lluna.
En els rellotges mecànics antics cal mantenir mantenir la corda donada i moure'ls tant com sigui possible per evitar que els seus lubricants es congelessin amb el temps, fet que fa disminuir la precisió.
Els rellotges mecànics moderns solen utilitzar oli sintètic, el fet de si els olis sintètics es congelen o no, és un punt de discussió entre els experts de rellotges.
A part de donar corda s'ha de realitzar un servei complet (que inclou el desmuntatge, neteja i re-greixatge) almenys cada cinc anys per mantenir el moviment el més exacte possible.